# Michael Balter (Politiker)
Michael Balter (* 28. April 1976 in Prüm) ist ein belgischer Politiker. Er ist Partei- und Fraktionsvorsitzender von Vivant-Ostbelgien sowie seit 2009 Mitglied des Parlaments der Deutschsprachigen Gemeinschaft. Zudem war er Mitglied der EUDemokraten.

## Leben
Nach dem Abitur am Königlichen Athenäum in Bütgenbach im Jahre 1994 studierte Balter zunächst ein Jahr lang Außenhandel an der École Sainte Marie in Lüttich. Später folgte eine Weiterbildung im Bereich Betriebswirtschaft an der privaten Wirtschaftsakademie im deutschen Blieskastel. Heute ist Balter hauptberuflich als selbstständiger Kaufmann tätig.